# Музей-квартира Владислава Титова
Музе́й-кварти́ра Владисла́ва Тито́ва — меморіальний музей, відкритий У 1988 році в Луганську в пам'ять про письменника Владислава Титова.

## Загальна характеристика
Музей-квартиру Владислава Титова розміщено в однокімнатній квартирі, де після трагедії на шахті проживала сім'я Титових. В цьому будинку письменник створив першу повість, тримаючи зубами олівець. У меморіальному музеї зібрано рукописи, книги та журнали з особистої бібліотеки, фотографії, документи, нагороди, сувеніри, меблі та особисті речі письменника. Завідує музеєм Н. Т. Власова. Музей-квартира зберігає речі в тому порядку, в якому вони розташовувались при житті письменника. При вході висить шахтарка, в якій Титов спускався під землю. Стіни прикрашені фотографіями господарів, малюнками для доньки. На столі — документи, листи, які писав дружині та її батькам.
В куточку, що слугував «робочим кабінетом», знаходиться його крісло та інші речі й подарунки, що дарували йому відомі особистості, які захоплювались його неймовірною силою волі. Телефон закріплено на стіні, при ньому — спеціальний важіль, щоб з його допомогою зубами піднімати трубку. Подібний важіль слугує і для вмикання лампи без сторонньої допомоги.

## Форми роботи музею
Працівники музею намагаються створити форми роботи, які були б цікаві різним віковим категоріям населення. Ведеться робота і з людьми людьми з обмеженими фізичними можливостями. Музей співпрацює з Луганським обласним ПТУ — інтернатом, воїнами-афганцями з м. Волжського Волгоградської області, які за власні кошти перевидали повість Владислава Титова "Всім смертям на зло … ". Один з примірників даного перевидання подаровано музею інвалідом війни в Афганістані В. І. Головлевим, який відвідував музей.
У 2012 році в обласному Будинку творчої інтелігенції «Світлиця» було влаштовано тематичний вечір «Музей збирає друзів», приурочений до дня народження лауреата Державної премії Т. Г. Шевченка письменника Владислава Андрійовича Титова. На вечір було запрошено понад 120 осіб, серед них близькі друзі письменника, працівники засобів масової інформації, письменники, співробітники бібліотек, викладачі шкіл, коледжів, вузів, які активно популяризують життя та творчість Владислава Титова. Учасники заходу мали можливість також познайомитись із новим двотомник творів В. Титова, який вийшов за сприяння обласної адміністрації в серії «Літературна гордість Луганщини». На заході була присутня сестра Владислава Титова Лідія Андріївна Іванова, яка подякувала співробітникам музею та всім присутніх за пам'ять про письменника.
Співробітники музею влаштовують виїзні лекції про письменника Владислава Титова. Зокрема, така лекція була проведена в Луганському обласному ліцеї-інтернаті з посиленою фізичною підготовкою «Кадетський корпус імені героїв Молодої гвардії», де співробітники музею-квартири Владислава Титова Власова Т. М. і Єльшова Л. В. в лекції, з використанням експонатів музею, розповіли ліцеїстам про життя і творчість знаменитого луганчанина.